# Bruges
Bruges – miejscowość i gmina we Francji, w regionie Nowa Akwitania, w departamencie Żyronda.
Według danych na rok 1990 gminę zamieszkiwały 8753 osoby, a gęstość zaludnienia wynosiła 616 osób/km² (wśród 2290 gmin Akwitanii Bruges plasuje się na 44. miejscu pod względem liczby ludności, natomiast pod względem powierzchni na miejscu 804.).